# 2011年热带风暴阿琳
热带风暴阿琳（英語：Tropical Storm Arlene）是2011年大西洋飓风季首场获得命名的风暴，于2012年6月底至7月初令墨西哥东部大部分地区狂风大作。系统源自大西洋内的东风波，穿过尤卡坦半岛后进入坎佩切湾的温暖海域上空。